# Gerhard Ackermann (Chemiker)
Gerhard Ackermann (* 24. September 1922 in Dresden; † 2004 ebenda) war ein deutscher Chemiker und Hochschullehrer.

## Leben und Werk
Nach dem Schulbesuch studierte er Chemie und schloss das Studium als Diplom-Chemiker ab. Nach der 1952 erfolgten Promotion an der Technischen Hochschule Dresden und der Habilitation 1957 zum Dr. rer. nat. habil. an der gleichen Hochschule, wurde er 1958 Dozent an der Bergakademie Freiberg. Dort wurde er 1960 zum Professor mit Lehrauftrag für anorganische und analytische Chemie ernannt. 1963 erhielt er diese Professur mit vollem Lehrauftrag. Gleichzeitig war er Direktor des Instituts für anorganische und analytische Chemie an der Bergakademie Freiberg in Sachsen.
Er war Mitglied der Gesellschaft Deutscher Chemiker und der Chemischen Gesellschaft der DDR.
Sein Grab befindet sich auf dem Friedhof Leubnitz-Neuostra.

## Schriften (Auswahl)
- Systematische Untersuchungen über den Zusammenhang zwischen Struktur und elektro-akustischen Eigenschaften bei Magnetton-Bändern. Dresden 1952.
- Arbeitsanleitung für die qualitative, anorganisch-chemische Halbmikroanalyse.Für das Fernstudium verfasst. Berlin 1955.
- Untersuchungen über den Zusammenhang zwischen Darstellungsbedingungen und magnetischen und elektroakustischen Eigenschaften von Magnetiten. o. O., o. J. [1957]
- Ein Nomogramm zur Berechnung der negativen Reaktivität infolge der Xenonvergiftung am Ende einer Betriebspause beim Forschungsreaktor Rossendorf. Zentralinstitut für Kernphysik, Rossendorf bei Dresden 1960.
- (mit Richard Schrader): Analytische Chemie und anorganisch-chemisches Praktikum , 1. Lehrbrief , Fernstudium. Bergakademie, Freiberg 1960.
- Einführung in die qualitative anorganische Halbmikroanalyse. Deutscher Verlag für Grundstoffindustrie, Leipzig 1962.
- (Mitautor): Photometrische Analyse anorganischer Roh- und Werkstoffe. Deutscher Verlag für Grundstoffindustrie, Leipzig 1968.
- (mit Richard Schrader): Analytische Chemie und Anorganisch-Chemisches Praktikum 1.–5. Lehrbrief. Bergakademie, Freiberg 1968.